# Seminarium nauczycielskie

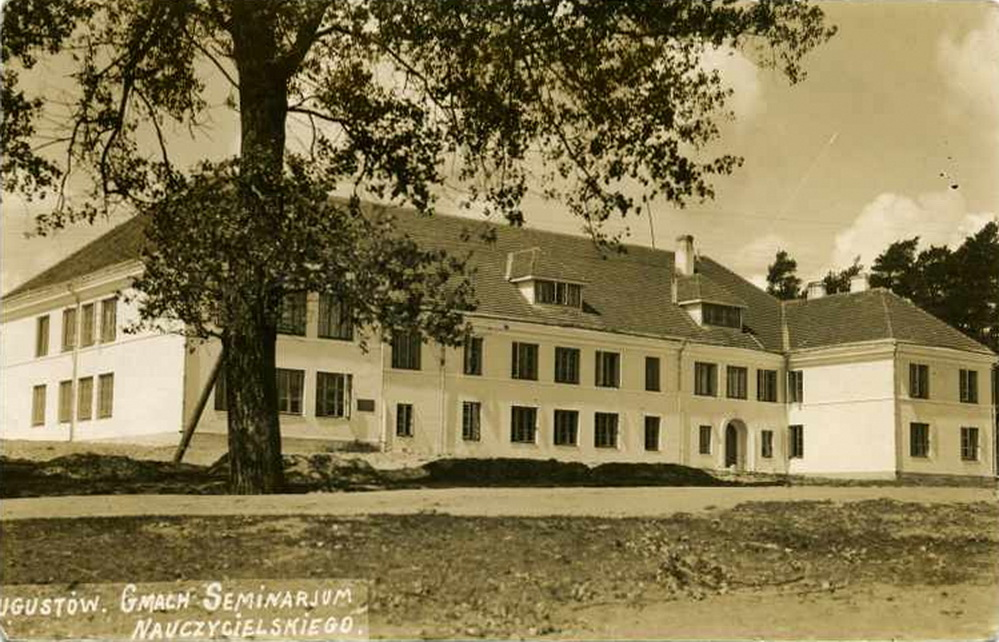
Gmach Państwowego Seminarium Nauczycielskiego Męskiego im. Grzegorza Piramowicza w Augustowie, 1929

Seminarium nauczycielskie – dawny typ szkoły zawodowej, zakładu kształcącego nauczycieli.

## Historia seminariów
Początki seminariów nauczycielskich na ziemiach polskich związane są z działalnością Komisji Edukacji Narodowej, która zaczęła je tworzyć, aby uniezależnić szkolnictwo od nauczycieli duchownych.
Rozpowszechniły się w XIX wieku w państwach o wyższym poziomie kultury, np. w państwie pruskim. Na ziemiach polskich pod zaborami seminaria nauczycielskie najliczniejsze były w państwie pruskim, najmniejsza ich liczba znajdowała się w państwie austriackim.
Po odzyskaniu przez Polskę niepodległości seminaria nauczycielskie stały się podstawą systemu naboru kadr pedagogicznych. Zostały utworzone dekretem Naczelnika Państwa z 7 lutego 1919 i w szybkim czasie dostarczyły absolwentów tworzących kadrę dla rozwoju szkolnictwa podstawowego, wtedy zwanego powszechnym. W szczytowym okresie działalności seminariów, w roku szkolnym 1928/1929 wypuściły one około 8 tys. absolwentów. Już w roku szkolnym 1933/1934 najbardziej pilne potrzeby kadrowe szkolnictwa powszechnego zostały zaspokojone do tego stopnia, że po reformie szkolnej z 1932 w ramach reformy Jędrzejewicza seminaria nauczycielskie uległy likwidacji. Ostatni absolwenci opuścili nieliczne już seminaria w roku szkolnym 1934/1935.
W ramach reformy Jędrzejewicza w ich miejsce utworzono po 1932 licea pedagogiczne, które były już pełnoprawnymi szkołami średnimi.

### System naboru i kształcenia w seminariach nauczycielskich
Kształcenie nauczycieli oparte było na pięcioletnim cyklu nauczania. W publicznych seminariach utrzymywanych przez państwo funkcjonowały oddzielne seminaria dla chłopców i oddzielne dla dziewcząt. Kandydaci do seminariów nauczycielskich musieli wykazać się wykształceniem sześcioklasowym, uzdolnieniami muzycznymi i dyspozycjami psychicznymi. Chociaż nie było to zapisaną regułą, kandydatów do nich polecali nauczyciele szkół, najczęściej absolwenci seminariów nauczycielskich. 
Egzamin wstępny był kilkudniowy i obejmował pracę pisemną z języka polskiego i arytmetyki, uzdolnienia muzyczne oraz psychologiczne obserwacje zachowania kandydatów. Dla młodzieży po czterech klasach (a taki poziom wykształcenia przeważał) tworzono w pierwszych latach tzw. preparandy – dwuletnie oddziały z programem uzupełniającym wykształcenie na poziomie podstawowym. W roku szkolnym 1922/1923 z preparand zrezygnowano.

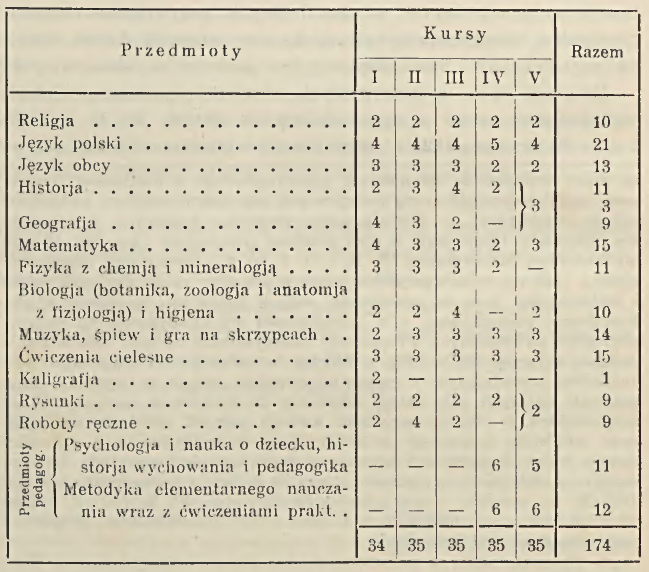
Plan godzin szkolnych w seminariach nauczycielskich (1926)

Pięcioletni program nauczania przewidywał nauczanie przedmiotów tzw. ogólnokształcących w pełnym zakresie szkoły średniej oraz przedmiotów pedagogicznych (pedagogiki ogólnej, dydaktyki poszczególnych przedmiotów z programu szkoły powszechnej, psychologii i historii wychowania). W pierwszych trzech latach uczniowie skupiali się na przedmiotach przyrodniczo-matematycznych i artystyczno-technicznych (m.in.roboty ręczne, kaligrafia). W następnych dwóch latach koncentrowano się na uczeniu przedmiotów humanistycznych i społeczno-wychowawczych. Łącznie w trakcie całego tygodnia nauki wykładowcy seminarium prowadzili 174 godziny zajęć dla uczniów wszystkich 5 kursów nauki.
Począwszy od trzeciego roku nauki uczniowie seminariów nauczycielskich odbywali praktyki zawodowe. Młodsi, z kursu trzeciego, czyli klasy trzeciej pełnili pomocnicze dyżury w czasie przerw międzylekcyjnych, uczniowie kursu czwartego przygotowywali i przeprowadzali samodzielne lekcje, kursu piątego – dwutygodniowe praktyki w wybranych szkołach pod okiem wykwalifikowanych nauczycieli danej szkoły. Nauczyciele seminariów nauczycielskich mieli obowiązek kontrolowania przebiegu praktyk i wystawiania ocen, które były brane pod uwagę w ocenach końcowych.
Absolwenci otrzymywali dyplom nauczyciela, uprawniający do podjęcia pracy w szkołach powszechnych. Niestety, mimo wysokiego poziomu nauczania dyplomy seminariów nie uprawniały absolwentów do wstępu na wyższe uczelnie.

## Wybrana literatura
- D. Drynda: Pedagogika Drugiej Rzeczypospolitej (1987)[2];
- Jan Kulpa: Kształcenie nauczycieli szkół powszechnych w Polsce w latach 1918–1939[3];
- Mieczysław Pęcherski, M. Świątek: Organizacja oświaty w Polsce w latach 1917-1977. Podstawowe akty prawne;
- Zdzisław Stankiewicz: Działalność seminariów nauczycielskich na północno-wschodnich kresach Rzeczypospolitej w latach 1919–1939 (2006)[4];
- Ferdynand Śliwiński: Organizacja szkolnictwa w Polsce współczesnej (1932)[1];
- Preparandy nauczycielskie, Warszawa 1922;
- Program nauki w państwowych seminariach nauczycielskich, Warszawa 1921;
- Program nauki w państwowych seminariach nauczycielskich, Warszawa 1926.